# Musicologie
La musicologie (en allemand : Musikwissenschaft) est l'étude scientifique de la musique. Elle forme un domaine des sciences humaines. Un chercheur qui participe à cette étude est un musicologue. Le terme provient du grec μουσική [mousikē] (« musique ») et -λογoς [-logos] (« connaissance, étude »).
La musicologie commence à se constituer en tant que champ disciplinaire au XIXe siècle dans le sillage du développement de la critique musicale avec des revues dédiés et de premiers essais de théorisation. Au XXIe siècle, la musicologie se divise en trois disciplines principales : la musicologie historique, la théorie et l'analyse musicale, et l'ethnomusicologie, complétées par de nombreuses disciplines annexes.
La musicologie est classée parmi les sciences humaines mais emprunte de nombreuses méthodes aux sciences naturelles et aux sciences informatiques, en particulier dans le champ de l'acoustique et du traitement du signal.

## Histoire

### Premiers développements
En 1738, Lorenz Christoph Mizler fonde la Societät der musicalischen Wissenschaften, société active par correspondance et dont ont été membres notamment Georg Philipp Telemann, Georg Friedrich Haendel et Jean-Sébastien Bach.
La « Science des arts » (Kunstwissenschaft) est fondée à la fin du XVIIIe siècle, mais constitue dès l'origine une histoire des arts (Kunstgeschichte). La position de la musicologie naissante est immédiatement différente : elle se préoccupe de grammaire musicale plutôt que d'histoire de la musique.
Johann Bernhard Logier (en) publie en 1827 un ouvrage intitulé System der Musik-Wissenschaft, qui traite d'harmonie, de basse chiffrée et de composition.
Gustav Schilling publie de 1835 à 1842 une Encyclopédie des sciences de la musique en sept volumes, qui propose « outre les biographies de toutes les personnes d'intérêt pour les musiciens, l'explication et l'élucidation de tous les états de faits et de toutes les choses qui, d'une manière ou d'une autre, appartiennent à la musique ».
En 1835 encore, August Gathy (de) fait paraître la première version du Musikalisches Conservations-Lexicon (en français : « Encyclopédie de l'ensemble des sciences de la musique »), couvrant la théorie de la composition, la description des instruments de musique, la biographie des principaux compositeurs, virtuoses, musicographes, etc., et des informations sur les académies, sociétés et associations musicales. Ce sont les premiers ouvrages à faire usage du terme « musicologie ».
On peut rapprocher de ces publications la Biographie universelle des musiciens publiée par François-Joseph Fétis à Bruxelles en huit volumes, de 1833 à 1844.

### Émergence de la discipline
La naissance « officielle » de la musicologie a lieu dans l'introduction au premier volume de Jahrbücher für musikalische Wissenschaft en 1863, par Friedrich Chrysander. Ce dernier décrit les objectifs de ces annuaires : ils couvriront l'histoire de la musique, la science du son (Tonlehre), l'esthétique, la musique folklorique et nationale. Mais le texte véritablement fondateur est celui de Guido Adler dans le premier volume du Vierteljahrschrift für Musikwissenschaft en 1885, dans lequel il décrit l'objet de la musicologie : la musique elle-même, plutôt que les musiciens ou les aspects sociologiques, envisagée comme un langage.
Depuis le XIXe siècle, la musicologie a été souvent subdivisée en deux domaines : musicologie historique et musicologie systématique. Cette subdivision avait été officialisée dans l'article cité ci-dessus du musicologue autrichien, Guido Adler, « Étendue, méthode et buts de la musicologie » (1885), dans lequel il propose le tableau suivant :
| Domaine historique Histoire de la musique par époques, nations, empires, pays, provinces, villes, écoles, artistes individuels | Domaine historique Histoire de la musique par époques, nations, empires, pays, provinces, villes, écoles, artistes individuels | Domaine historique Histoire de la musique par époques, nations, empires, pays, provinces, villes, écoles, artistes individuels | Domaine historique Histoire de la musique par époques, nations, empires, pays, provinces, villes, écoles, artistes individuels | Domaine systématique Tableau des lois principales applicables aux différentes branches de la musique | Domaine systématique Tableau des lois principales applicables aux différentes branches de la musique | Domaine systématique Tableau des lois principales applicables aux différentes branches de la musique                                                          | Domaine systématique Tableau des lois principales applicables aux différentes branches de la musique |
| Paléographie musicale (notations)                                                                                              | Catégories historiques de base (Groupement des formes musicales)                                                               | Histoire des lois musicales 1. Dans les œuvres 2. Dans la théorie 3. Dans la pratique                                          | Histoire des instruments de musique                                                                                            | Étude et justification de ces lois dans 1. l'harmonie 2. le rythme 3. la mélodie                     | Esthétique et psychologie de la musique                                                              | Éducation musicale : enseignement 1. de la musique en général 2. de l'harmonie 3. du contrepoint 4. de la composition 5. de l'orchestration 6. de l'exécution | Musicologie [comparative] (Ethnographie et folklore)                                                 |

Au XXe siècle, la dernière colonne de ce tableau, qu'Adler avait nommée en allemand simplement Musicologie (à opposer à Musikwissenchaft), est devenue un domaine distinct, celui de l'ethnomusicologie. Pour le reste, la musicologie d'Adler paraît concerner surtout la musique occidentale.
Adler donne aussi une liste de disciplines annexes ou de sciences auxiliaires :
- pour la musicologie historique : histoire générale, paléographie musicale, chronologie, diplomatique, bibliographie, bibliothéconomie, archivistique ; histoire littéraire, linguistique ; histoire de la liturgie ; histoire du mime et de la danse ; biographie des musiciens, statistiques des associations, des institutions et des exécutions musicales ;
- pour la musicologie systématique : acoustique, mathématiques ; physiologie (perception du son) ; psychologie (représentation du son, éléments du son, sensation du son) ; logique (pensée musicale) ; grammaire, métrique, poétique ; pédagogie ; esthétique, etc.

En dehors de l'Allemagne, le terme « musicologie » apparaît d'abord en français, dans les Mélanges de musicologie critique de Pierre Aubry (1900), puis en anglais, dans le premier volume du Musical Quarterly (1915). En France, le terme est longtemps utilisé comme synonyme d'histoire de la musique : une chaire de ce nom est créée en 1903, à la Sorbonne. Au Conservatoire, l'enseignement est un peu plus ancien (1872). Au Collège de France la chaire d'histoire de la musique est créée en 1904, mais ne trouve pas de successeur après 1910, au décès de Jules Combarieu, son fondateur. La musicologie n'entre à l'université qu'en 1969.
Avec le développement de ces concepts, la musicologie se subdivise en plusieurs branches : archéologie musicale (initiée par Carl Engel par l'étude en 1864 des instruments assyriens et égyptiens du British Museum), psychologie de la musique, organologie, théorie de la musique occidentale, musicologie et sciences cognitives, musicothérapie, musicologie comparée (courant fondé par Curt Sachs, Erich von Hornbostel et son assistant Otto Abraham puis développé plus récemment par Alain Daniélou et Jacques Chailley).

## Diplômes et enseignements
La Revue française de musicologie a publié dans son numéro 87/1 de 2001 un recensement des départements universitaires de musicologie et des centres de recherche en France, dont une publication en ligne demeure disponible (en juin 2019) sur l'ancien site de la Société de musicologie. Ce document, qui n'est plus à jour aujourd'hui, renseigne vingt-cinq universités, quatorze centres de recherche et cinq autres établissements français. En Belgique, la musicologie est enseignée dans trois universités de langue française (Bruxelles, Liège et Louvain-la-Neuve). En Suisse, les universités de Genève et de Fribourg proposent un enseignement de la musicologie en français et la Haute école de musique de Genève offre une formation en ethnomusicologie.
Considérée comme l’un des sept arts libéraux dans les enseignements dits de second niveau dès l’Antiquité et perdurant au Moyen Âge sous diverses formes, la musique a toujours été pratiquée et enseignée. Dans l'Antiquité et au Moyen Âge, elle se conçoit surtout comme une science arithmétique, celle des rapports de nombres entiers, illustrés notamment par les longueurs de cordes. C’est ce qui justifie son appartenance au quadrivium et c'est en cela que l’on émet un lien fort entre la musique et les mathématiques. Elle est donc le seul véritable art noble avant la Renaissance italienne et la reconnaissance d’autres techniques artistiques telles que la peinture, la sculpture, etc. Omniprésente dans n’importe quelle société quel que soit le contexte, nous avons là un langage universel[réf. nécessaire].
En France aujourd’hui, la musicologie est enseignée tant dans les conservatoires, autour de diverses disciplines associées, qu’à l’Université. En effet, les conservatoires offrent une formation musicale très avancée dans les domaines de l’ouverture à la musicologie, de l’histoire de la musique, de l’analyse auditive et écrite de partitions ainsi que de l’harmonie, de l’orchestration, de l’arrangement, du déchiffrage ou encore de la direction de chœurs ou d’ensembles instrumentaux. Ces matières permettent à n’importe quel étudiant qui désire compléter son Diplôme d’Études Musicales (D.E.M.) avec une nouvelle dominante, d’enrichir sa culture musicale. Le D.E.M. est un diplôme accessible après une formation au conservatoire d’en moyenne 12 ans. En effet, la formation se divise en trois cycles de quatre ans chacun à l’issue desquels un examen doit être effectué avec succès afin d’accéder au cycle supérieur. Le deuxième cycle peut être récompensé, en fonction des Conservatoires, par ce que l’on appelle un Brevet d’Études Musicales (B.E.M.). Le Certificat d’Études Musicales (C.E.M.) permet la reconnaissance de ce que l’on appelle la fin de troisième cycle normal c’est-à-dire, un niveau de pratique et d’étude avancé mais encore considéré comme « amateur ». Après cela, un cycle nommé « à orientation professionnelle » peut être effectué, ce qui conduit au D.E.M.
Cependant, malgré la grande qualification des personnes diplômées du conservatoire, aucun de ces diplômes n’est considéré équivalent à des diplômes conférés à l’étranger. Ils sont simplement indicatifs auprès du ministère de la culture français. L'enseignement de la musicologie est donc plutôt un enseignement universitaire, reconnu comme les autres au niveau international car validé par des crédits européens. Les licences de musicologie se multiplient, bien que présentes dans seulement quinze universités, allant de la Sorbonne depuis le Moyen Âge jusqu’à l’Université de Perpignan Via Domitia depuis 2014, après trois ans d’existence d’un parcours musicologie au sein de la licence d’Histoire de l’Art et Archéologie.
Les maquettes d'enseignement sont toutes différentes et validées par l’État. Ainsi, l’enseignement change selon l’université et, avec lui, les prérequis d’inscription. Certaines licences ont une capacité d’accueil limitée, comme à l’Université Perpignan Via Domitia où seuls 15 à 20 étudiants pourront accéder à la licence après plusieurs examens et entretiens, à la condition d’avoir validé leur deuxième cycle au conservatoire.
Dans d’autres universités, comme celle de Toulouse, l’examen d’entrée consiste en un test de positionnement destiné à déterminer le niveau du candidat pour mieux l’orienter dans son parcours universitaire. À l’inverse, à l’image de l’université de Montpellier, aucun concours ni test quelconque ne sont ni effectués ni proposés. Par conséquent, il n’y a pas de Numerus Clausus. Le public visé n’étant pas le même, les enseignements sont eux aussi différents car adaptés. Certaines universités intègrent dans leurs maquettes de musicologie de l’histoire de l'art comme une simple ouverture, à l’image de la Sorbonne à Paris, alors que d’autres comme l’Université de Perpignan Via Domitia proposent un vrai complément de cursus à la limite du double cursus pour donner à ses étudiants de réels outils méthodologique en histoire de l’art.

#### En français
- Pierre Boulez, Penser la musique aujourd’hui, Paris, Gallimard, coll. « Tel », 1987, 9e éd. (1re éd. 1963), 168 p.
- Pierre Boulez (textes présentés et réunis par Jean-Jacques Nattiez), Points de repère, Paris, Christian Bourgois / Le Seuil, 1981, 573 p.
- Pierre Boulez (préf. Michel Foucault, textes réunis et présenté par Jean-Jacques Nattiez), Jalons (pour une décennie) : dix ans d’enseignement au Collège de France (1978-1988), Paris, Christian Bourgois, coll. « Musique/Passé/Présent », 1989, 451 p. (ISBN 2267006316, OCLC 906553194)
- Jacques Chailley, La musique grecque antique, Paris, Belles Lettres, coll. « Collection d'études anciennes », 1979, 219 p. (ISBN 2251325123, OCLC 859640269)
- Alain Daniélou (préf. Jean-Louis Gabin), Origines et pouvoirs de la musique, Paris/Pondicherry, Éditions Kailash, 2003, 250 p. (ISBN 2-8426-8090-1, OCLC 352936019, BNF 38988070)
- Célestin Deliège, Invention musicale et idéologies, Paris, Christian Bourgois, coll. « Musique/Passé/Présent », 1986, 390 p. (ISBN 2-267-00448-8, OCLC 259962707, BNF 36146627)
- Eric Emery, Temps et Musique : Dialectique de la durée dans l'art musical, Genève, Éditions L'Âge d'Homme, coll. « Dialectica », 1975, 696 p. (OCLC 251941833)
- Michel Imberty, Les écritures du temps : Sémantique psychologique de la musique, Paris, Bordas - Dunod, coll. « Psychismes », 1981, XVI-274 p. (ISBN 2-04-011946-9, ISSN 0335-492X, OCLC 757075221, BNF 43058151)
- Vincent d'Indy (livres rédigés par Auguste Sérieyx et Guy de Lioncourt d’après les notes prises à la Schola Cantorum entre 1897-1898 et 1901-1902), Cours de composition musicale, t. I, II & III, Paris, A. Durand et fils, 1912, 3e éd. (OCLC 421916826, BNF 30634800), I. 6—228, II. 6—500 et III. 6—340 lire en ligne : livre I, lire en ligne : livre II partie 1, lire en ligne : livre II partie 2
- Roman Ingarden (trad. de l'allemand par Dujka Smoje), Qu’est-ce qu’une œuvre musicale ? [« Das Musikwerk »], Paris, Christian Bourgois, coll. « Musique/Passé/Présent », 1989 (1re éd. 1962 (de)), 215 p. (ISBN 2-267-00662-6, OCLC 229476075, BNF 35350561)
- Vladimir Jankélévitch, La musique et l’ineffable, Paris, Seuil, coll. « Points Essais » (no 772), 1983, 175 p. (ISBN 2757854038, OCLC 911945503)
- Paul-Gilbert Langevin, Musiciens de France, la génération des grands symphonistes : Guillaume Lekeu, Albéric Magnard, Guy Ropartz, Charles Koechlin, La Revue musicale, éditions Richard Masse, Paris, 1979, 207 p.
- Paul-Gilbert Langevin, Musiciens d'Europe, figures du renouveau ethnoromantique, essai en forme de prélude, variation et fugue, La Revue musicale, Éditions Richard Masse, Paris, 1986, 213 p.
- François-Bernard Mâche, Musique, mythe, nature ou les dauphins d’Arion, Paris, Klincksieck, coll. « Collection d'esthétique » (no 40), 1991, 2e éd. (1re éd. 1983), 136 p. (OCLC 756977417)
- Arlette Zenatti (dir.) et M. Castellengo, D. Deutsch, W. Dowling, Psychologie de la musique, Paris, PUF, coll. « Psychologie d'aujourd'hui », 1994, 391 p. (ISBN 2130455883, ISSN 0768-1623, OCLC 123247019, BNF 35686951, lire en ligne)

#### Collectifs et articles
- Jean-Pierre Armengaud et Damien Ehrhardt (sous la direction de), Vers une musicologie de l'interprétation, Paris, Éditions L'Harmattan, coll. « Les Cahiers Arts & Sciences de l'Art » (no 3), 2010, 192 p. (ISBN 2296122086, OCLC 707192944)
- (en + fr) Friedrich Blume (en), « Musical scholarship today », dans Barry S. Brook, Edward O.D. Downes et Sherman van Solkema (sous la dir. de), Perspectives in musicology : inaugural lectures of the Ph. D. program in music at the City University of New York, New York, W.W. Norton & Company, 1972 (ISBN 0-393-00784-7, OCLC 164766333, lire en ligne [PDF]), p. 15–31
- Hugues Dufourt, Joël-Marie Fauquet et François Hurard (collectif sous la direction de), L’esprit de la musique : essais d'esthétique et de philosophie, Paris, Klincksieck, coll. « Domaine musicologique » (no 10), 1992, 401 p. (ISBN 2252028173, OCLC 243771943)
- Jean-Jacques Nattiez (dir.), Musiques : une encyclopédie pour le XXIe siècle, Actes Sud 2003-2007 (OCLC 859103725) Ouvrage (en cinq tomes), qui met l'accent sur des analyses pluridisciplinaires et novatrices
  1. Musiques du XXe siècle
  2. Les savoirs musicaux
  3. Musiques et cultures
  4. Histoires des musiques européennes
  5. L'unité et la musique

#### En allemand et en anglais
- (de) Carl Dahlhaus puis Danhauser (dir.), Neues Handbuch der Musikwissenschaft, 1980-1995, sept volumes, Laaber
- (de) Ludwig Finscher (dir.) pour la dernière édition, Die Musik in Geschichte und Gegenwart, Bärenreiter-Verlag, Kassel et J.B. Metzler-Verlag, Stuttgart, 1994-2007, vingt-sept volumes dont dix-sept de biographies de compositeurs et interprètes
- (en) Stanley Sadie (dir.), The New Grove Dictionary of Music and Musicians, Londres, Macmillan, seconde édition, 29 vols. 2001, 25000 p. (ISBN 9780195170672, lire en ligne)